# Consejero Privado Activo
Consejero Privado Activo (en ruso: действительный тайный советник) era un rango civil del Imperio ruso de acuerdo a la Tabla de rangos del Imperio ruso creada por Pedro el Grande en 1722. Era un rango civil de segunda clase, equivalente al de General en jefe en el Ejército o Almirante en la Armada. Quien ostentara este cargo debía ser llamado Su Alta Excelencia (Ваше Высокопревосходительство). Si el ministro de Exteriores poseía el rango de segunda clase, era entonces llamado Vicecanciller.

## Observaciones
Aquellos que alcanzaban este rango ocupaban los más altos cargos públicos existentes. La mayoría de ellos eran miembros del Senado. Debe apuntarse, sin embargo, que no cada ministro, especialmente al inicio de su mandato, ostentaba este rango. La mayoría de los Consejeros Privados Activos vivieron en San Petersburgo, trabajando en las principales instituciones del Estado: el Consejo de Estado y los ministerios más importantes. En 1903, sólo había 99 Consejeros Privados Activos en Rusia. El rango fue abolido en 1917 por el Decreto soviético sobre las clases y los rangos civiles.